# František Šafránek (Fußballspieler)
František Šafránek (* 2. Januar 1931 in Prag; † 27. Juni 1987) war ein tschechoslowakischer Fußballspieler. Er galt als harter, schneller Rechtsverteidiger.

## Karriere
František Šafránek fing mit dem Fußballspielen bei SS Vršovice an, 1949 wechselte er zu Sparta Prag. 1952 wurde der Mittelfeldspieler von ATK Prag (ab 1956 Dukla) verpflichtet, für den er bis 1965 spielte. Mit Dukla wurde Šafránek sieben Mal tschechoslowakischer Meister und zweimal Pokalsieger. Er bestritt 238 Erstligaspiele, in denen er 28 Treffer erzielte. 
Von 1966 bis 1970 spielte er für BS Vlašim. Zwischen 1970 und 1974 war er Trainer bei Dukla Slaný. Anschließend kehrte er bei RH Strašnice noch einmal auf das Spielfeld zurück und beendete 1976 endgültig seine Karriere. Von 1980 bis 1983 war er als Jugendtrainer bei seinem ehemaligen Klub Dukla Prag tätig. 
Zwischen 1951 und 1961 spielte er 22 Mal für die tschechoslowakische Nationalmannschaft und schoss dabei ein Tor. Er nahm an der Weltmeisterschaft 1954 und an der Europameisterschaft 1960 teil.

## Erfolge
- Tschechoslowakischer Meister 1953, 1956, 1958, 1961, 1962, 1963 und 1964
- Tschechoslowakischer Pokalsieger 1961 und 1965
- 3. Platz Europameisterschaft 1960